# Província de Xirak
La província de Xirak (en armeni, Շիրակ, Armenian pronunciation: [ʃiˈɾɑk] ⓘ) és una província (marz) d'Armènia. Està localitzada a l'estrem nord-oest del país i és fronterera amb Lorí a l'est i amb Aragatsotn al sud i al sud-est; a més a més fa frontera amb Turquia, a l'oest i amb Geòrgia, al nord. Gyumri, la segona ciutat més gran d'Armènia és la seva capital. La província està servida per l'Aeroport Internacional de Xirak, de Gyumri.

## Etimologia
La província de Xirak rep el seu nom del cantó de Xirak que formava part de la província d'Airarat, del Regne d'Armènia. L'historiador medieval armeni Moisès de Khorèn afirmà que Xirak derivava de Xara, que era el besnét de Hayk, el patriarca fundador de la nació armènia. Historiadors actuals relacionen el nom de Xirak amb els Síracs, un poble nord-caucasià que es van assentar al territori de l'actual província. També hi ha teories que diuen que Xirak deriva de Eriakhi/Eriaḫe, que és el nom que rep a la regió una inscripció cuneiforme del rei d'Urartu, Argisti I.

## Geografia i clima
La província de Xirak està a l'estrem nord-oest d'Armènia i té una superfície de 2680 km², cosa que representa el 9% del total del país. Històricament, el territori de la província es corresponia amb el cantó d'Airarat del Regne d'Armènia.
Xirak està dominada per la Serralada d'Ashotsk (entre 1900 i 2100 m), al nord i de la Plana de Xirak (entre 1400 i 1800 m d'altitud) al centre i suddel territori. Les vastes planes de la províncies estan rodejades per les montanyes Bazum i Pambak, a l'est, la Serralada Javakheti i les montanyes de Yeghnakhagh, al nord i pels Aragats, al sud. El riu Akhurian marca  el límit amb la Província de Kars de Turquia. Aquest riu és la principal reserva d'aigua de la província. Al nord-oest també hi ha el llac Arpi. Aquest forma part del Parc Nacional del Llac Arpi.
Els sòls de Xirak són rics en tova calcària, pumicita i pedra calcària.

### Clima
Xirak és la província més freda d'Armènia. Les seves temperatures ballen entre els -30ºC  i els -46ºC, a l'hivern. El clima és extremadament fred a l'hivern i és temperat a l'estiu. Les precipitacions són abundoses: la seva mitjana de precipitació anual és de més de 700 mm. Els hiverns són llargs a la part septentrional de la província (entre 7 i 8 mesos).

## Població i religions

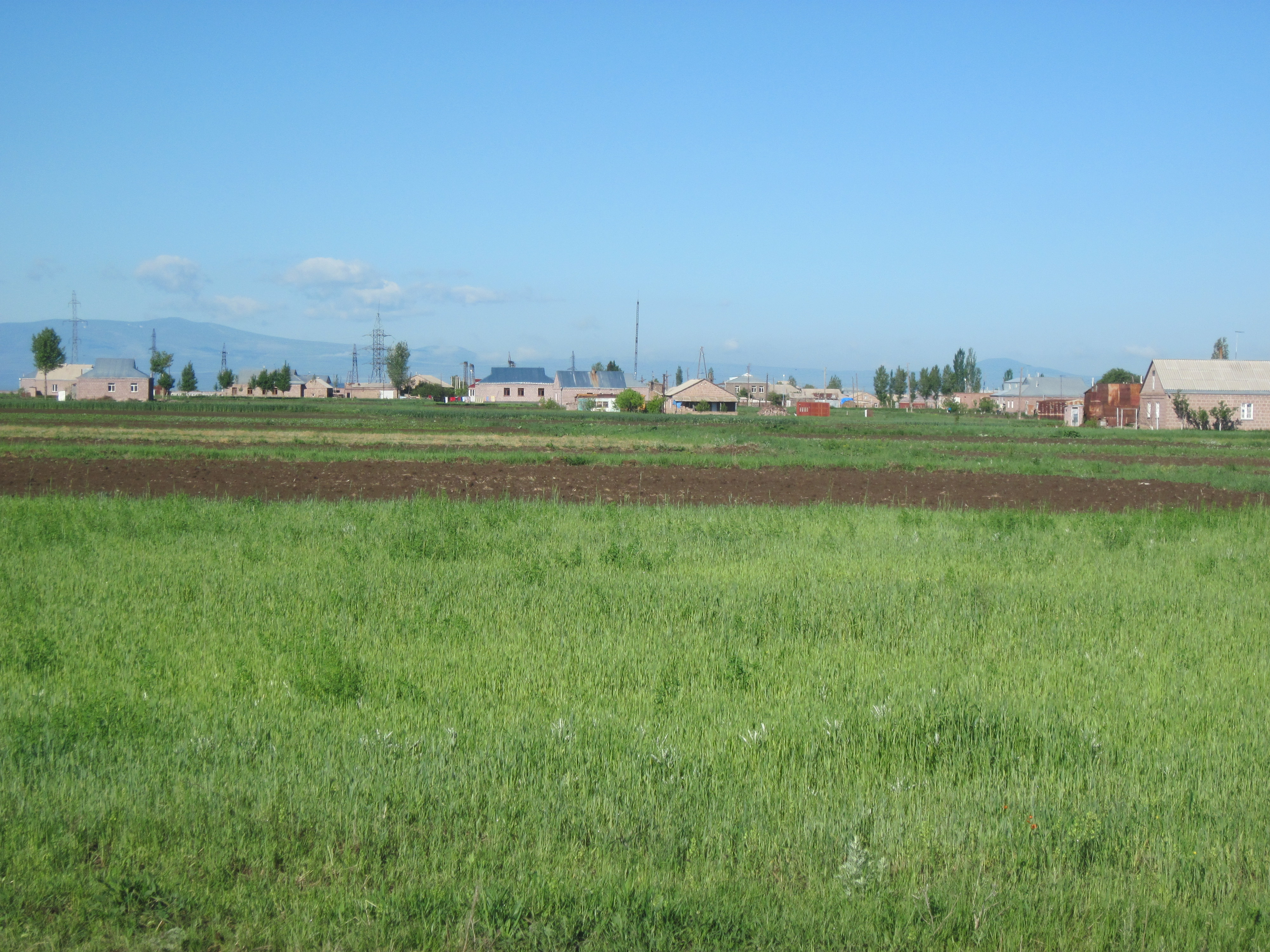
poble d'Azatan

Segons el cens soviètic de 1989 el districte que posteriorment va esdevenir la província de Xirak tenia una població de 261.217 (el 56,55 % era urbana).
Segons el cens del 2011, Xirak tenia una població de 251.941 habitants, cosa que representava el 8,3% del total de la població del país. D'aquests, 146.908 (58,3%) eren urbans i la resta, rurals. La província té 3 comunitats urbanes i 116 comunitats rurals. Gyumri és la ciutat més poblada, amb una població de 121.976 habitants. Artik i Maralik tenen 19.534 i 5.398 habitants respectivament. Azatan és el municipi rural més poblat, té 4.838 habitants.

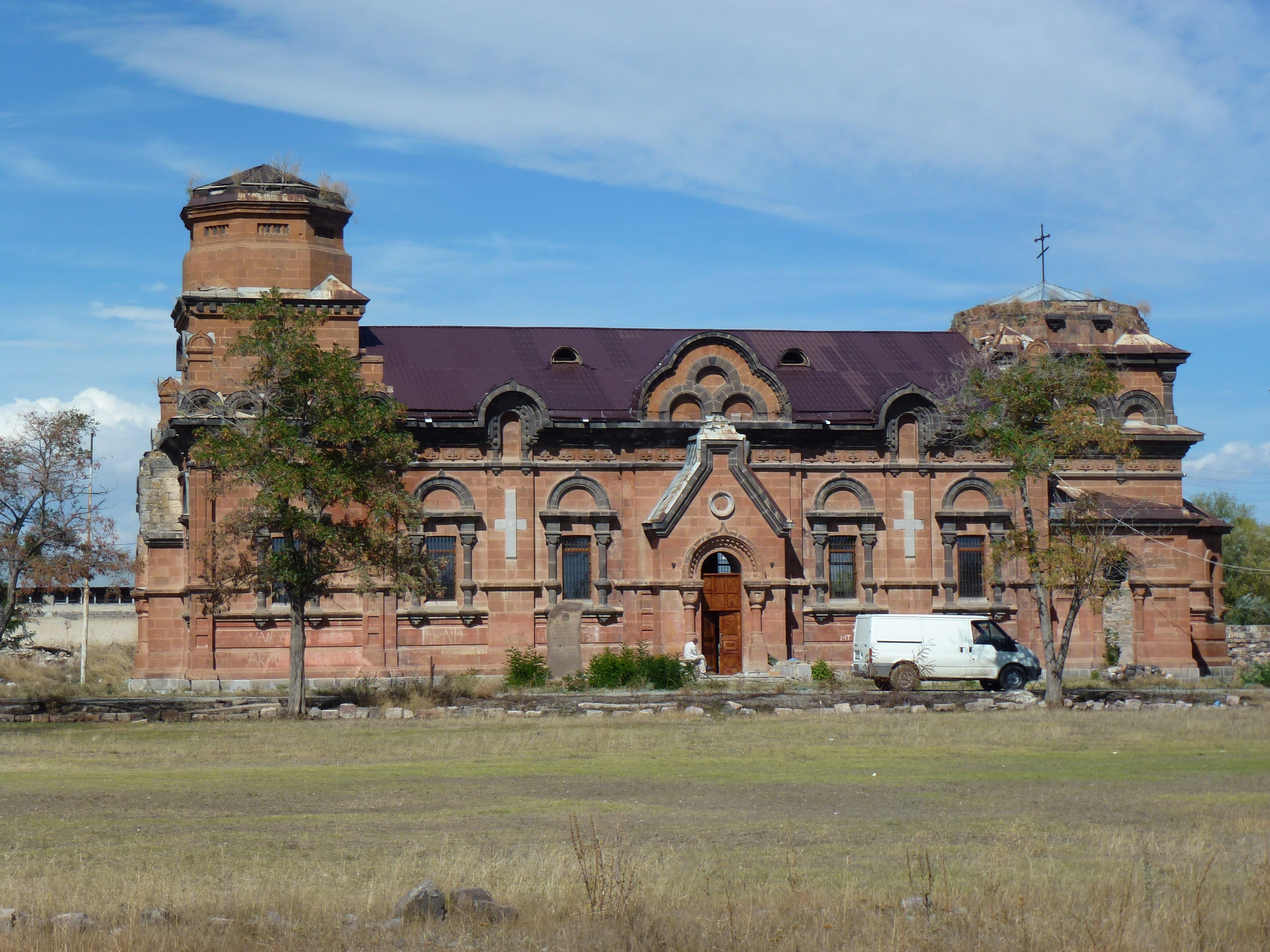
Esgésia russa de Sant Arsenije de Gyumri

A Xirak s'hi parla el dialecte Karin, molt relacionat amb l'Armeni occidental.

### Grups ètnics i religió
La majoria de la població de Xirak són armenis que pertanyen a l'Església Apostòlica Armènia. El centre i nord de la província pertany a la Diòcesi de Xirak, amb seu a la Catedral de la Santa Mare de Déu de Gyumri i el sud de la província està sota la jurisdicció de la Diòcesi d'Artik, que té la seu a la Catedral de Sant Gregori d'Artik.
A la província hi ha una minoria significativa de seguidors de l'Església Catòlica Armènia (uns 30.000). El 2016 hi havia 9 esglésies catòliques operatives a la província. La Catedral dels Sants Màrtirs de Gyumri és la seu de l'Ordinariat pels armenis d'Europa Oriental (quasi-diòcesi).
També hi ha alguna petita comunitat d'ortodoxos russos a la capital i al poble de Shirakavan hi ha uns 30 Yazidís. Abans del Conflicte de l'Alt Karabakh, a Xirak, hi havia una minoria àzeri, sobretot concentrats al districte d'Amasia, del qual, el 1972 constituïa el 70% d'una població de 19.724 habitants.

## Subdivisions administratives i poblacions
Després de les reformes adminsitraties del 2021, la província de Xirak fou dividida en 6 municipis: Gyumri, Artik, Ani (amb capital a Maralik), Akhuryan, Amasia i Ashotsk.

## Història

### Antiguitat clàssica i període d'Urartu

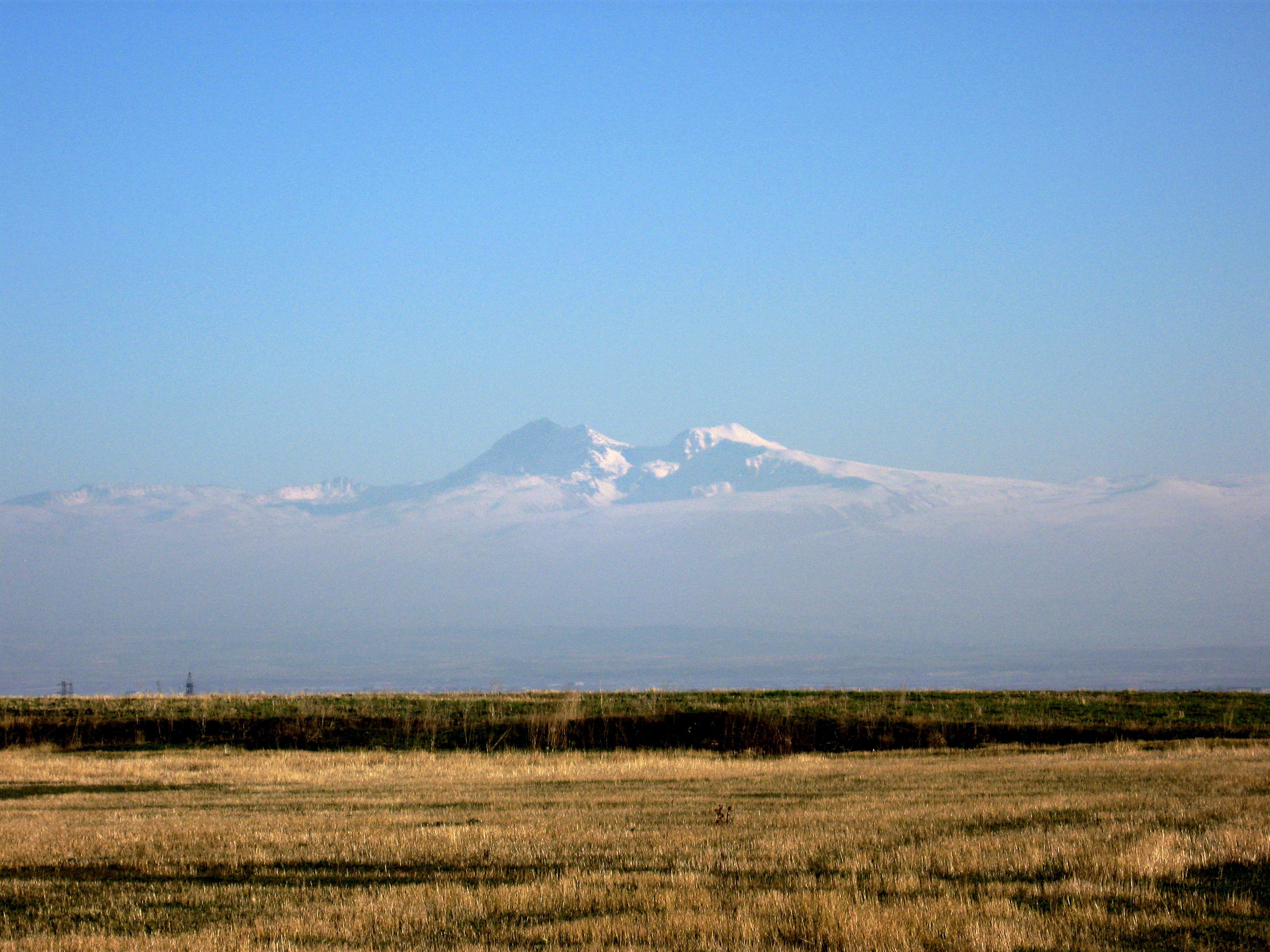
Plana de Xirak

S'han identificat nombrosos assentaments humans prehistòrics a la vall de l'Akhurian que daten d'aproximadament el 9000 aC. El territori de Xirak presenta evidències d'ocupació des del Paleolític. A les zones més elevades, situades per damunt dels 2000 metres, s'hi han trobat restes arqueològiques corresponents a l’Edat del Bronze inicial. Altres vestigis datats entre els segles XX i XII aC apunten a l'existència d'una civilització que es va desenvolupar durant el segon mil·lenni aC. Amb l’inici de l’Edat del Ferro, al segle XII aC, es van intensificar les relacions entre els diversos grups ètnics de l’altiplà armeni.

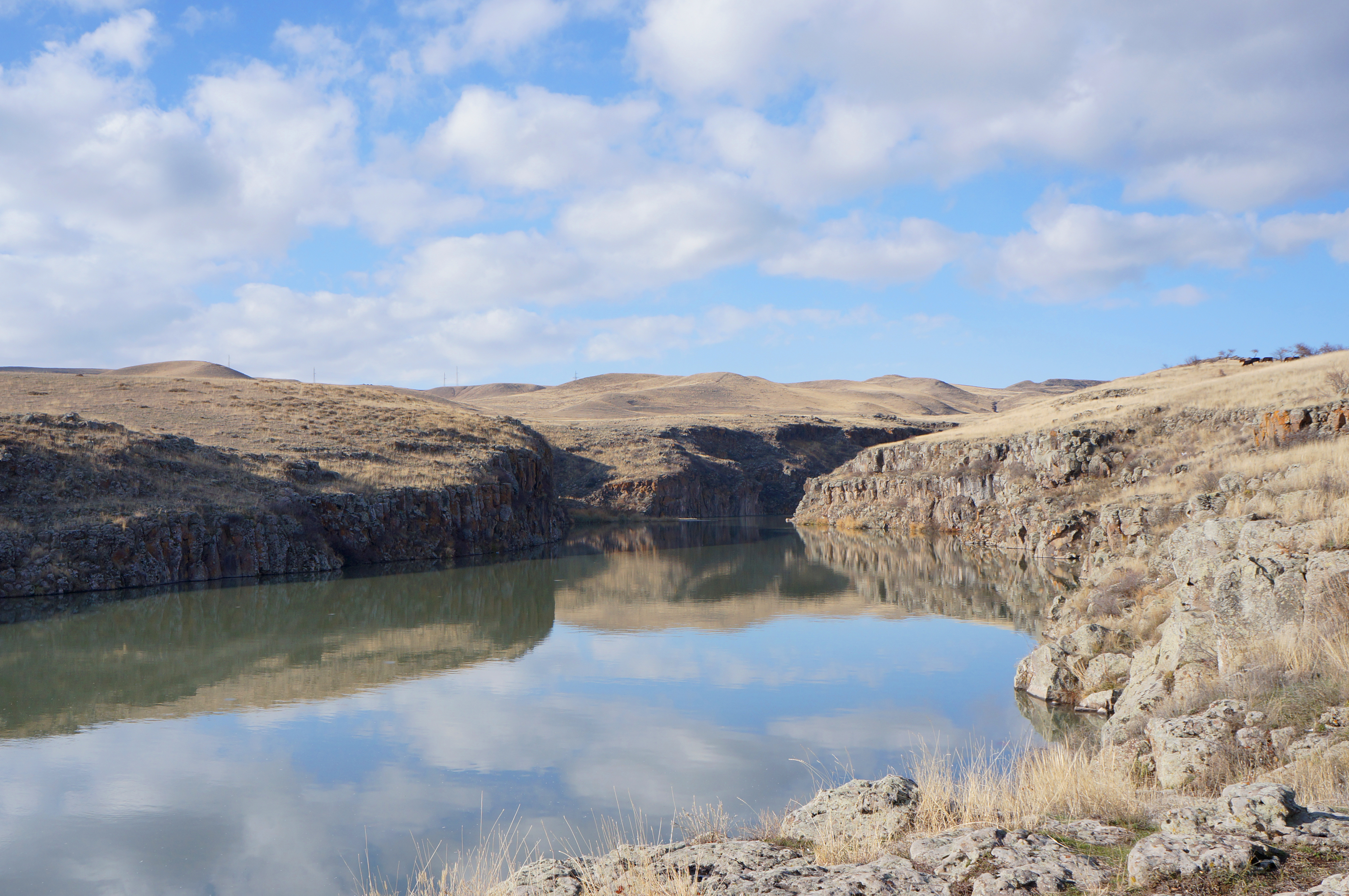
riu Akhurian

Poc després de la fundació del regne d'Urartu cap a finals del segle IX aC, Xirak va quedar integrat dins del seu domini. A la regió s’hi han descobert dues inscripcions cuneïformes del rei Argisti I (r. 786–764 aC), en les quals es fa referència a la conquesta del territori d’Eriaki —denominació que, segons molts historiadors, estaria en l’origen etimològic del nom Xirak. Aquestes inscripcions descriuen una civilització avançada, fonamentada en l’agricultura i la ramaderia.

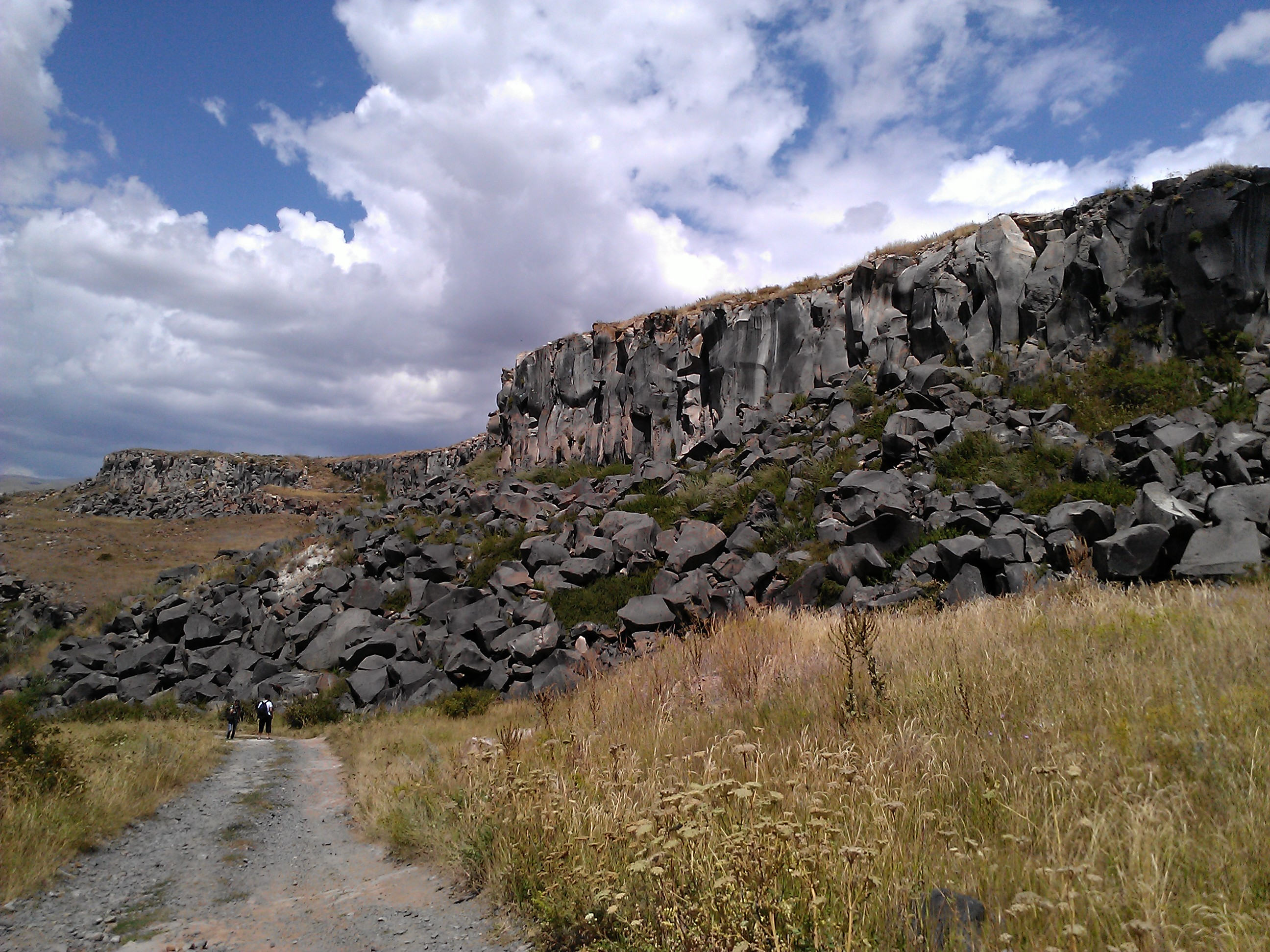
Fortalesa de Vahramaberd, del segle VIII aC

L'any 720 aC, els cimmeris van conquerir la regió i probablement van fundar l’assentament de Kumayri (actual Gyumri), el nom del qual presenta una semblança fonètica amb el terme emprat pels antics armenis per referir-se als cimmeris. Alguns historiadors consideren que Xenofont va travessar el territori de Xirak durant el seu retorn cap al mar Negre en el viatge relatat a la seva obra Anàbasi.

### Els aquemènides i el regne armeni antic
Durant la segona meitat del segle VI aC, Xirak fou incorporat a l'Imperi aquemènida. Les restes d’un assentament reial prop del poble de Beniamin, datades entre els segles V i II aC, testimonien la influència aquemènida a la regió. A començaments del segle V aC, Xirak passà a formar part de la satrapia d’Armènia sota el govern de la dinastia oròntida.
L’any 331 aC, el territori fou integrat a la província d’Airarat del regne armeni antic, dins del cantó de Xirak. Durant el segle I, la regió fou concedida a la família noble dels Camsaracan, que la governà durant el període de l’Armènia arxakuní.

### Sasanides i regne bagràtida d’Armènia

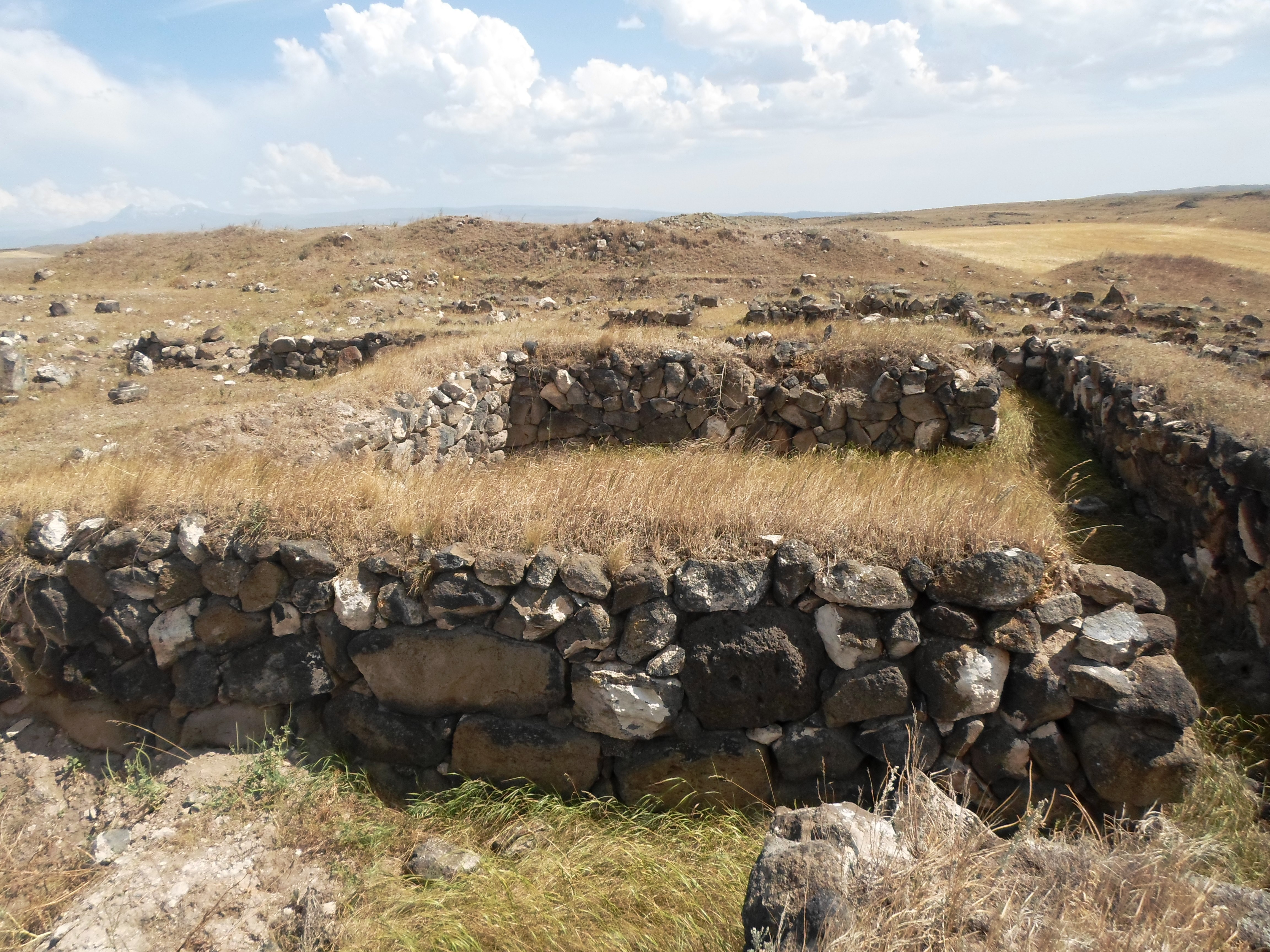
Assentament Orontid, dels segles V-II aC.

Després de la partició d’Armènia entre l’Imperi Romà d’Orient i l’Imperi persa el 387, i arran de la caiguda del regne arxacuní el 428, Xirak quedà sota domini de l’Imperi sassànida. Malgrat això, la regió conserva importants testimonis de l’arquitectura eclesiàstica armènia dels segles IV i V, com les esglésies de Yereruk, Santa Mariné d’Artik i el monestir de Hokevank.
L’any 658, durant l’expansió islàmica, Xirak —com la resta de les terres armènies— fou conquerida pels musulmans en el marc de la conquesta de Pèrsia. Integrada a l’Emirat d’Armènia sota el Califat omeia, la regió continuà essent administrada pels Camsaracan, que mantenien una certa autonomia sota el domini àrabo-islàmic.

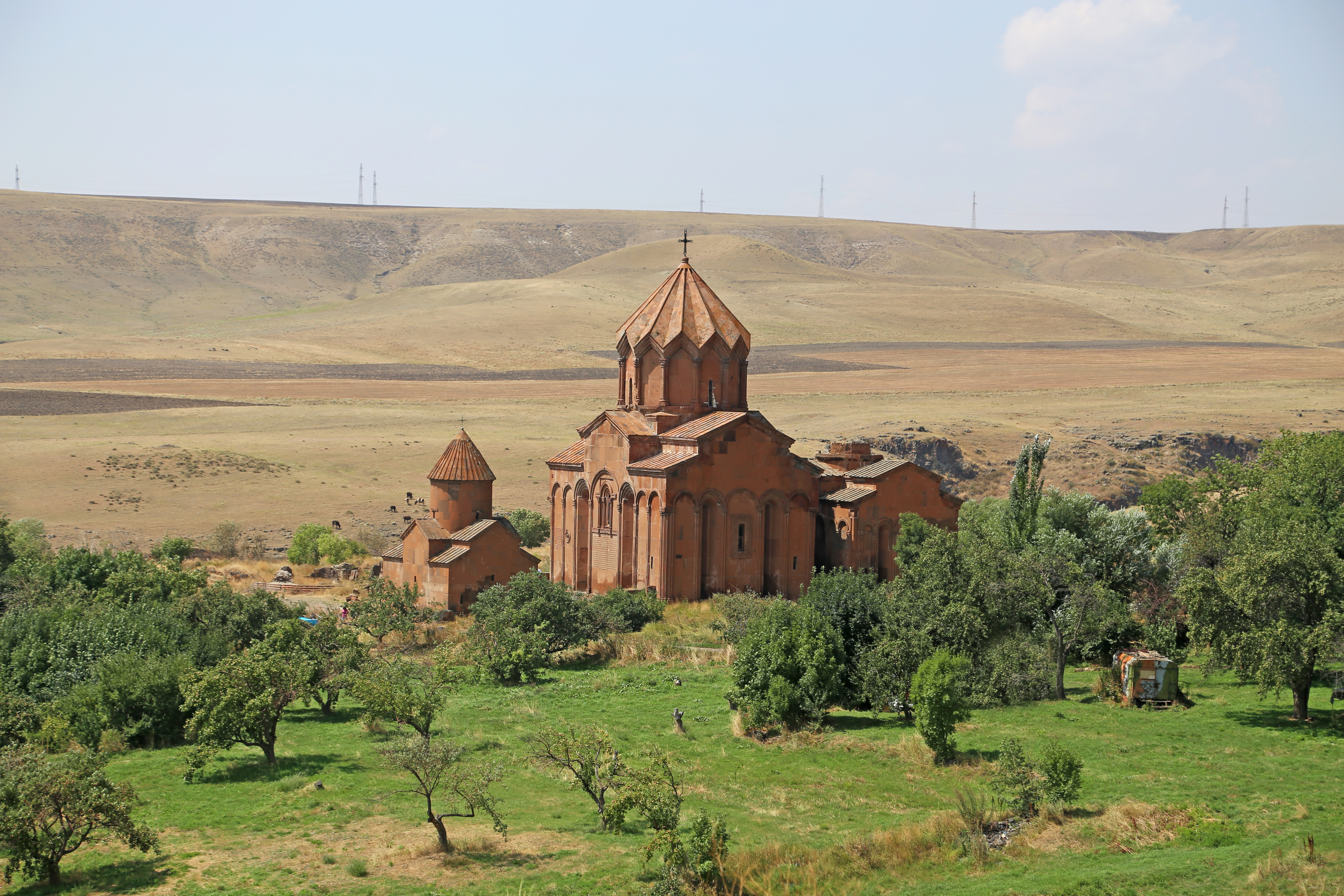
Monestir de Marmaixen

Amb la fundació del regne bagràtida d’Armènia l’any 885, Xirak entrà en un període de prosperitat, especialment quan la ciutat d’Ani, situada a Xirak, esdevingué capital del regne l’any 961. A partir de la segona meitat del segle X, la regió passà a estar sota influència de la família noble dels Pahlavuni, descendents dels Camsaracans. Aquesta dinastia contribuí notablement al desenvolupament de la regió mitjançant la construcció de fortaleses, complexos monàstics i institucions educatives. Els monestirs de Khtzkonk, Haritxavank, Marmashen i Horomos foren importants centres religiosos i culturals de l’Armènia medieval.

### Període seljúcida, Armènia zakàrida i domini turcmè
Després de la conquesta de l’Armènia bagràtida per l’Imperi Romà d'Orient el 1045 i la posterior invasió seljúcida el 1064, la regió experimentà un període de decadència en l’àmbit social, cultural i educatiu.

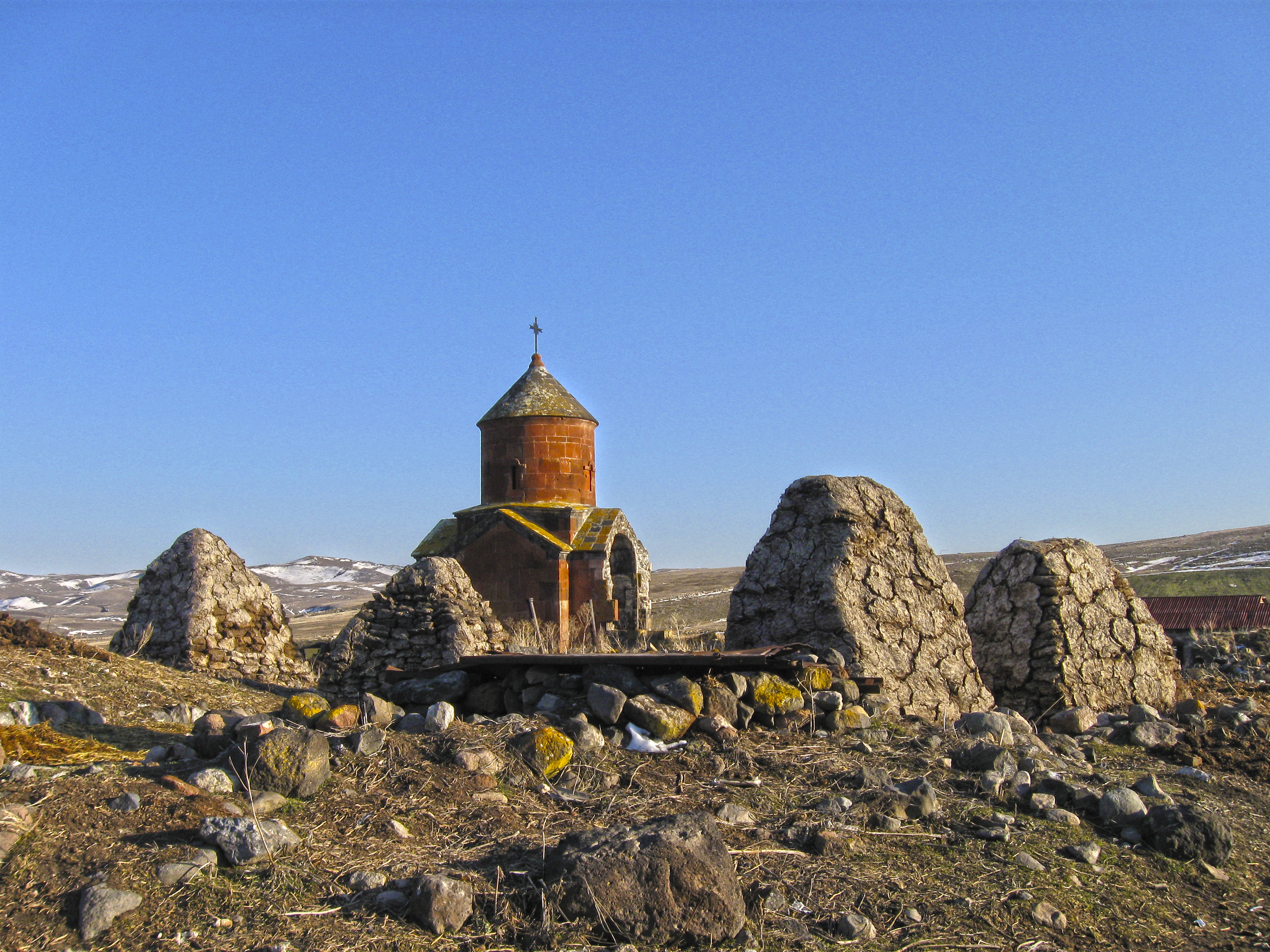
Església de Sant Pere i Sant Pau de Bardzraixen, construit sota els zakàrids

Tanmateix, amb l’establiment del Principat zakàrida d’Armènia l’any 1201 sota protecció georgiana, els territoris orientals armenis, principalment Lorí i Xirak, experimentaren una nova etapa de desenvolupament i estabilitat, i esdevingueren un nucli comercial entre Orient i Occident. Després que els mongols conquerissin Ani el 1236, Armènia esdevingué un protectorat de l’Ilkhanat, i els zakàrides n'esdevenen vassalls. Amb la caiguda de l’Ilkhanat al segle XIV, els zakàrides governaren Lorí, Xirak i la plana de l’Ararat fins al 1360, quan foren derrotats per les tribus túrquiques invasores.
Cap a finals del segle XIV, la tribu túrquica sunnita Aq Qoyunlu prengué el control d’Armènia, incloent-hi Xirak. El 1400, Tamerlà envaí Armènia i Geòrgia, i capturà més de 60.000 habitants com a esclaus. Moltes regions, entre elles Xirak, van restar despoblades. El 1410, el territori passà a mans de la tribu xiïta Kara Koyunlu. Malgrat les dures càrregues fiscals, segons l’historiador armeni Tomàs de Metsop, els primers anys de domini Qara Qoyunlu foren relativament pacífics i es dugueren a terme reconstruccions.

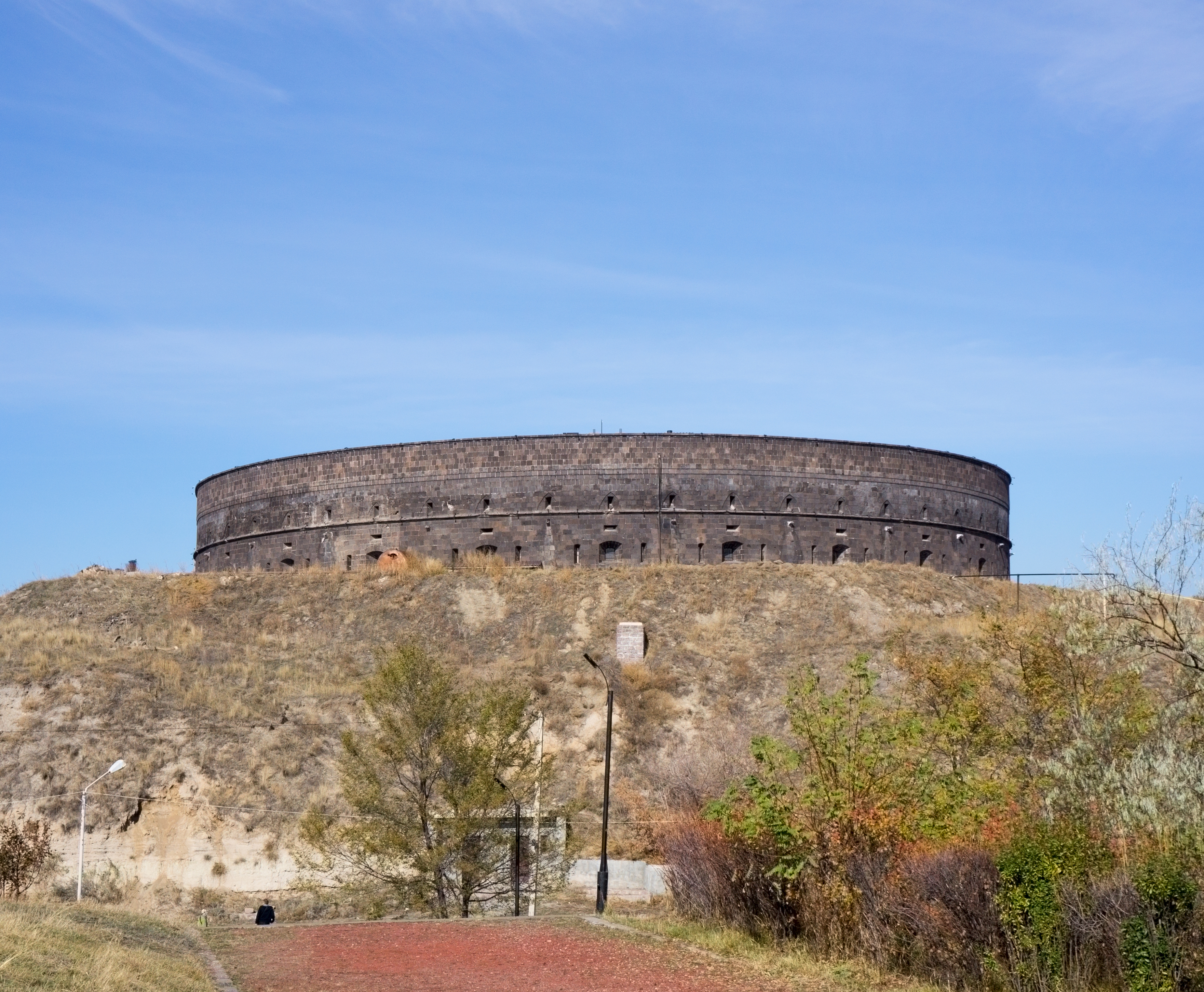
Fortalesa de Sev Berd o la Fortalesa negra, a prop de Gyumri, construida durant la dècada del 1830 pels russos durant la Guerra russo-turca de 1828-1829

### Domini iranià i rus
L’any 1501, la major part de l’Armènia oriental, inclosa Xirak, fou conquerida per la dinastia safàvida d’Iran liderada pel xah Ismaïl I. L'any 1502, Xirak quedà integrada a la nova entitat administrativa de l'Beglarbegat de Yerevan, establerta pels safàvides. Durant la primera meitat del segle XVIII, Kumayri formà part del kanat de Yerevan sota domini de les dinasties afxàrida i posteriorment qàdjara.
L’any 1804, l’Imperi Rus inicià la seva conquesta de Xirak, en el marc de la Guerra russo-persa (1804–1813). La regió passà oficialment al domini rus amb el Tractat de Gulistan de l’1 de gener de 1813. Durant el període rus, Xirak experimentà un creixement notable i la ciutat de Gyumri es consolidà com a nucli urbà emergent al Caucas. El 1829, després de la guerra russo-turca, es produí una onada migratòria d’armenis provinents de l’Imperi Otomà —especialment de Kars, Erzurum i Doğubayazıt—, i unes 3.000 famílies es van assentar a Xirak.

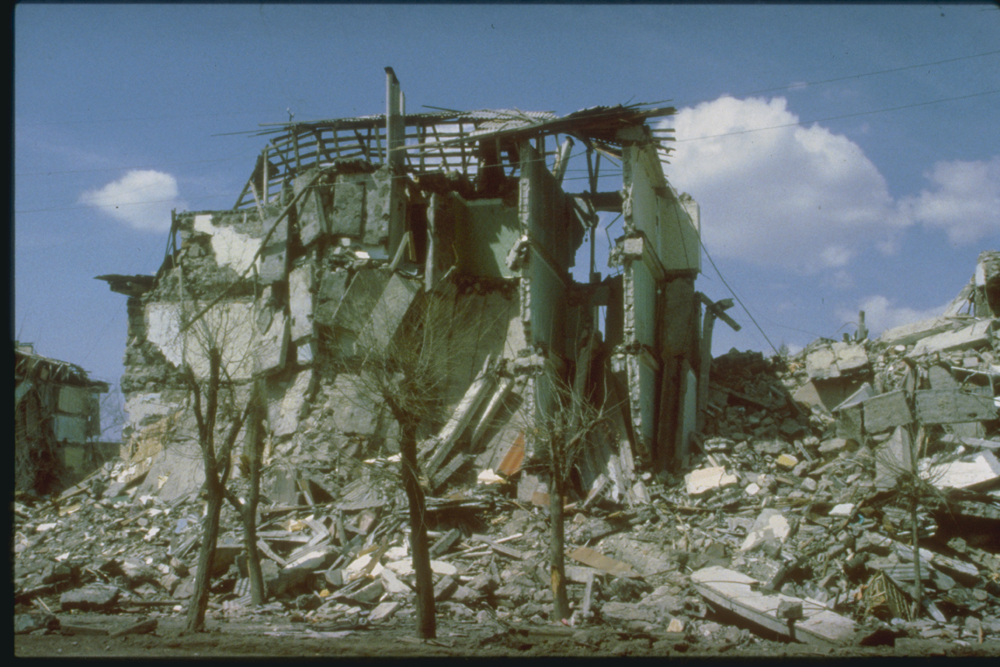
Danys provocats a Leninakan pel terratrèmol d'Armènia del 1988

El 1837, el tsar Nicolau I visità la regió i rebatejà Gyumri com a Alexandropol, en honor de la seva esposa, Alexandra Fiodòrovna. Aquell mateix any s’hi construí una fortalesa russa i la ciutat fou reconstruïda completament el 1840, esdevenint el centre de l’Uiezd d’Alexandropol, que incloïa els actuals territoris de Xirak, Lorí i Tavuix.
El 1849, l’uiezd fou incorporat a la governació de Yerevan i Xirak adquirí importància com a punt estratègic militar rus al Caucas. Durant la Guerra russo-turca de 1877–78, Xirak fou un centre logístic principal de l’exèrcit rus. L’obertura de l’estació ferroviària d’Alexandropol el 1899 impulsà el creixement econòmic i industrial de la regió.

### Segle XX
Amb la Revolució d’Octubre de 1917 i la retirada russa del Caucas, es proclamà la Primera República d’Armènia el 28 de maig de 1918, que incloïa Xirak. El 10 de maig de 1920, bolxevics armenis, amb el suport de la població musulmana, intentaren un cop d’estat a Alexandropol contra el govern daixnak, que fou sufocat el 14 de maig.
El 7 de novembre de 1920, en el marc d’una nova invasió turca, Alexandropol fou ocupada per tropes otomanes. El Tractat d’Aleksandrópol, signat el 3 de desembre de 1920, posà fi a l’ofensiva turca. Tot i això, la invasió soviètica simultània provocà la caiguda de la República d’Armènia el 2 de desembre. Les forces turques es retiraren després de la signatura del Tractat de Kars a l’octubre de 1921.
El 1924, Alexandropol fou rebatejada com a Leninakan, en honor de Vladímir Lenin. Durant el període soviètic, Xirak esdevingué un dels centres industrials principals de la RSS d’Armènia, amb Leninakan com a segona ciutat en importància després de Yerevan. El terratrèmol del 1988 causà una destrucció massiva, sobretot a Leninakan. El sisme, amb una falla de 60 km, tingué una orientació paral·lela al Caucas i una inclinació cap al nord-est.
Entre 1930 i 1995, l’actual província de Xirak estava dividida en cinc raions i una ciutat de subordinació republicana: Amasia, Ghukasyan (Ashotsk), Akhurian, Ani, Artik i Leninakan. Amb la reforma administrativa de 1995, aquests raions i la ciutat de Gyumri (Leninakan) foren integrats per formar la província moderna de Xirak.

## Cultura i patrimoni

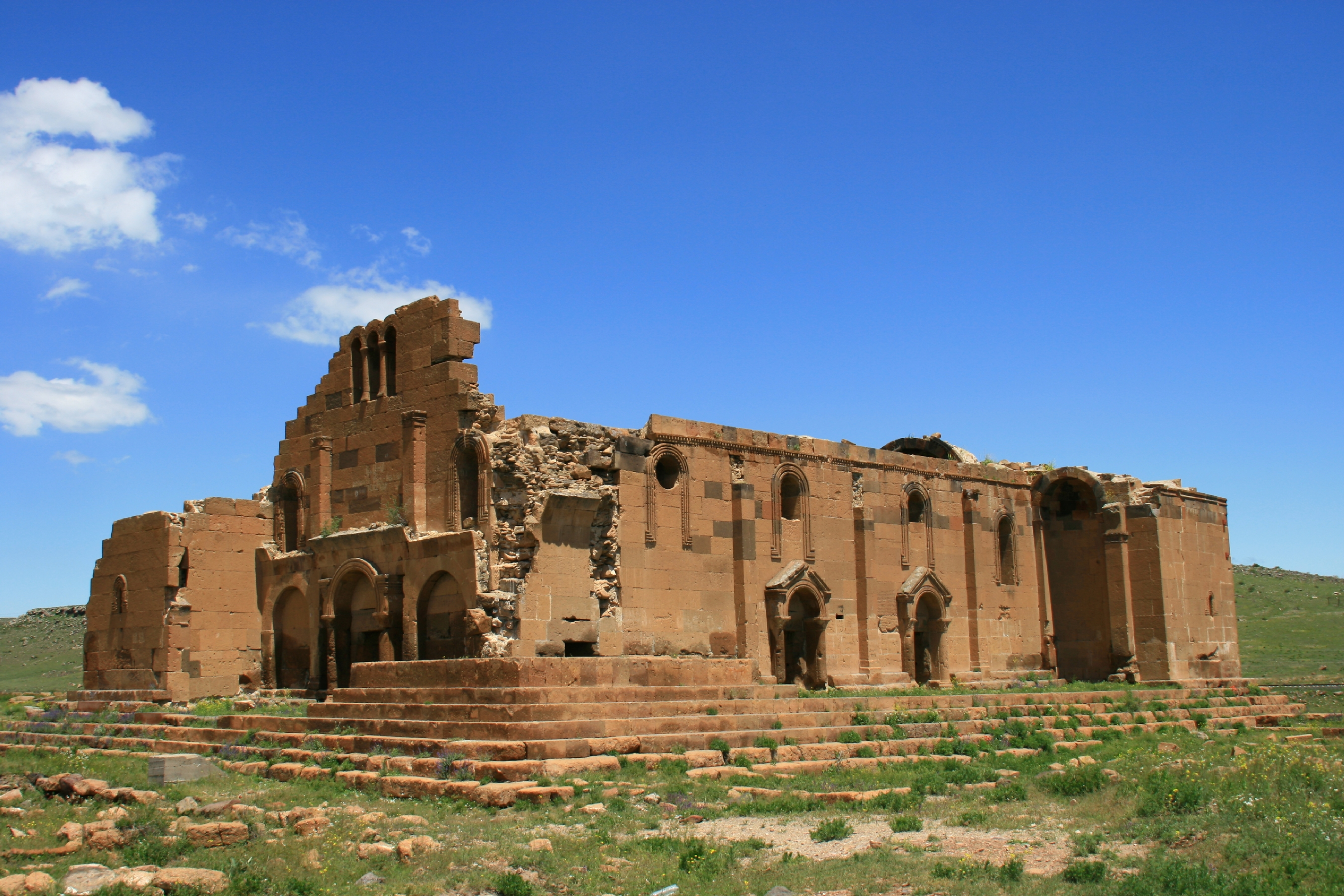
Basílica de Yereruk, dels segles IV-V

### Fortaleses i jaciments arqueològics
- Fortalesa de Horom, de l'edad del bronze urartiana.

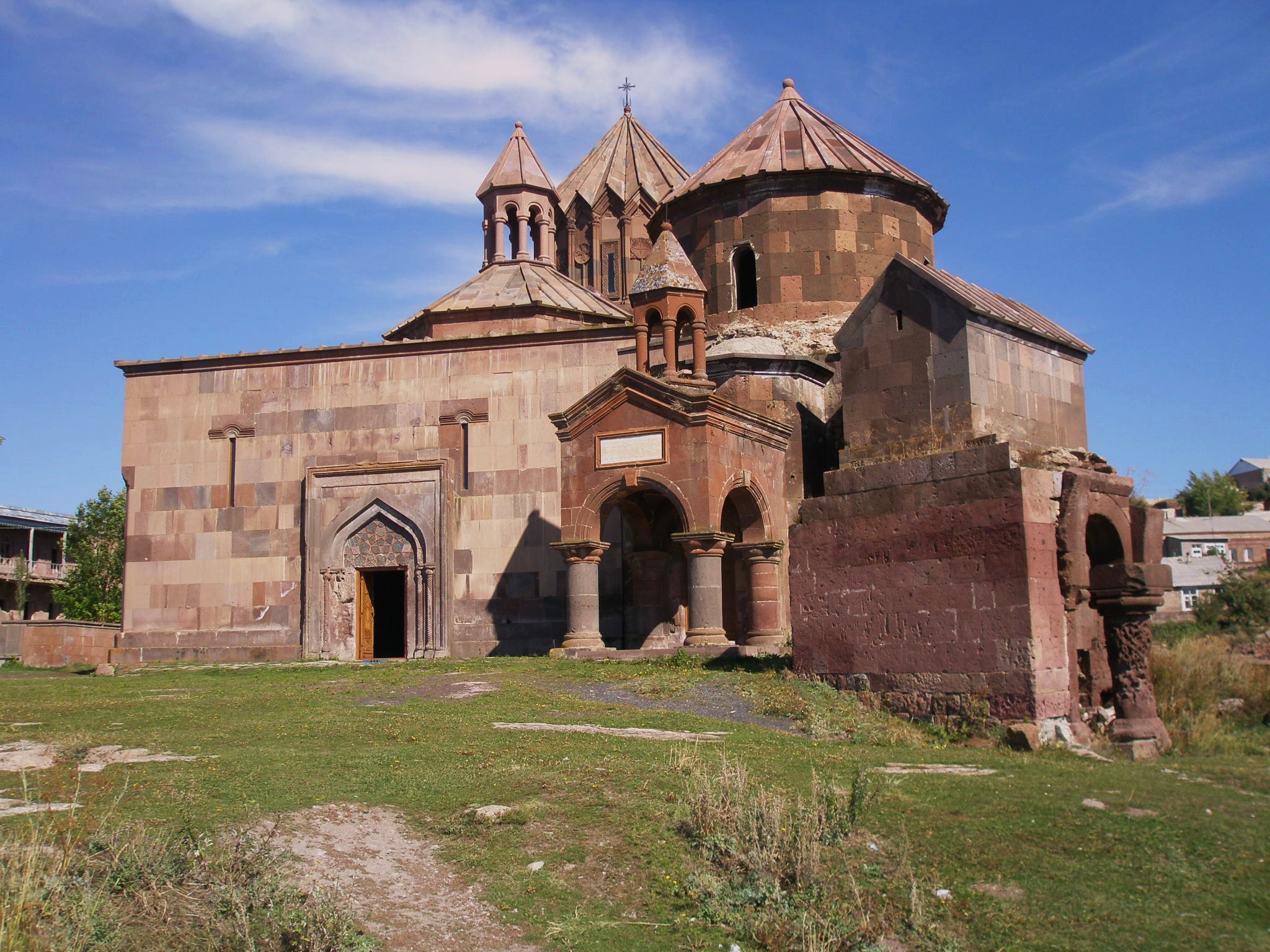
Monestir de Harichavank, del segle VIII

- Monestir de Harichavank, del segle VIIIFortalesa de Vahramaberd, de l'època d'Urartu, entre el 730 i el 714 aC.
- Districte històric de Kumayri, de principis del segle XIX.
- Fortalesa de Sev Berd, de la dècada de 1840.

### Esglésies i monestirs
- Basílica de Yereruk, dels segles IV-V.
- Església de Santa Marina d'Artik, del segle V.
- Monestir de Hogevank, del segle V.
- Església de Sant Gevorg d'Artik, del segle VI-VII.
- Església Tiravor de Mayisyan, del segle VII.
- Església de Lmbatavank, del segle VII.
- Monestir de Haritxavank, del segle VIII
- Església Makaravank de Pemzaixen, s. X.
- Monestir de Marmaixen, del segle X.
- Església de Sant Pau i Sant Pere de Bardzraixen, dels segles X-XIII.
- Església del Sant Saver de Gyumri del 1872.
- Catedral de la Mare de Déu, de Gyumri, del 1884.

### Museus
A Gyumri hi ha els següents museus: Museu d'Història de Gyumri, Galeria de les Germanes Mariam i Yeranuhi Aslamazyan, Casa-Museu de Hovhannes Xiraz, Casa-Museu d'Avetik Isahakyan, Museu de Mher Mkrtchyan (actor), Museu "Tars u shitak", Museu de la Sàtira i l'Humor, Museu Dzitoghtsyan d'Arquitectura Nacional, Casa-Museu de Sergey Merkurov i el Museu-Exhibició "Hayuhi".

### Mitjans de comunicació
A Xirak hi ha diversos canals de televisió, Tsayg TV, que opera des del 1991; TV pública de Xirak, que opera des del 1992 i Gala TV, que opera des del 2005. Les tres tenen la seu a la ciutat de Gyumri.

## Transports

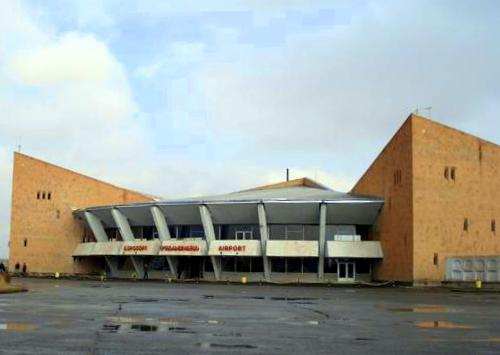
Aeroport de Xirak

A 5 km al sud-est hi a l'aeroport internacional de Xirak. Fou inauguratr el 1961 i és el segon aeroport més important del país.
L'estació de ferrocarril de Gyumri és la més antiga i gran del país. El 1897 es va construir per enllaçar Alexandropol amb Tblisi i el 1902, la línia de ferrocarril es va estendre fins a Yerevan i Kars. Posteriorment, va acabar arribant a Tabriz (Iran). El 2017 hi havia línies de ferrocarrils regulars entre Yerevan i Batumi, a Geòrgia, que passen per la ciutat. A la província també hi ha estacions de tren a Bayandur, Shirakavan, Isahakyan, Aghin Kayaran, Jrapi, Bagravan i Aniavan.
La carretera M-7 atravessa la província d'est a oest i uneix la capital amb la resta del país.

## Educació
A la ciutat de Gyumri hi ha 3 universitats: la Universitat Estatal de Xirak, la Universitat Progress i la Universitat Imastaser Anania Shirakatsi. També té subseus de diverses universitats nacionals com l'Universitat Nacional Politècnica d'Armènia, l'Universitat Estatal d'Economia d'Armènia, el conservatori estatal de Yerevan, l'Acadèmia de Belles Arts estatal de Yerevan, l'Institut Estatal de Teatre i Cinema de Yerevan, l'Acadèmia d'Educació Regional Europea i la Universitat Haybusak de Yerevan. Al complex monàstic de Harichavank hi ha l'Acadèmia de Teologia Turpanjian des del 1881.
Durant el curs 2015-2016 la província disposava de 167 escoles.

## Esports

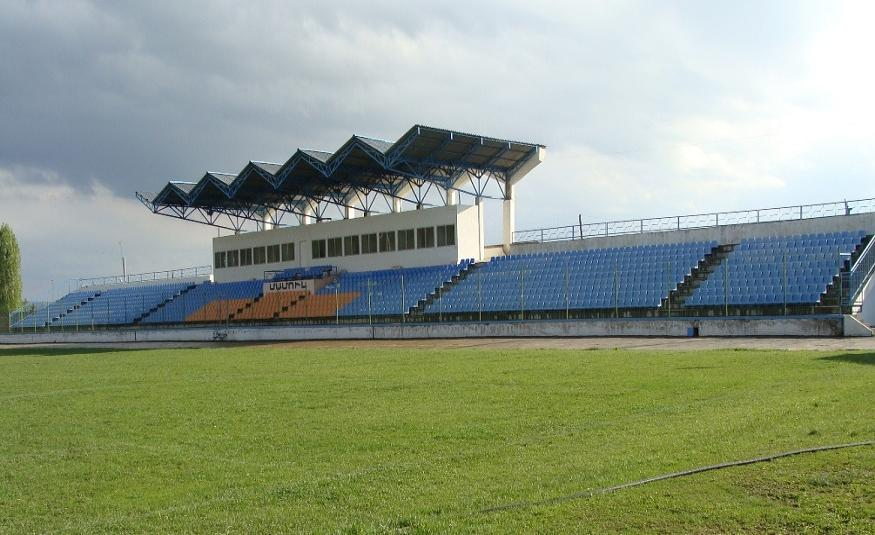
Estadi ciutat de Gyumri

Els esports més populars de la província són el futbol, el bàsquet i els escacs. A més a més, també destaquen la lluita i la lluita lliure. A Xirak hi han hagut molts campions mundials i olímpics de molts esports que havien competit sota la bandera soviètica o armènia.
Els clups esportius més importants són el Fowtbolayin Akowmb Shirak Gyumri i l'Aragats FC de Gyumri. L'estadi més important de la província és l'Estadi Ciutat de Gyumri.
Gyumri també destaca pels esports d'hivern. Hi ha una escola d'esports d'hivern anomenada Ludvig Mnatsakanyan. La sona d'Ashotsk té un trail d'esquí de fons que és la seu d'un torneig internacional.